# Mega-Tech
Mega-Tech est un système de jeu d'arcade développé par Sega Europe, sorti en 1989 en Europe. Basé sur l'architecture de la console Mega Drive,,, c'est un système multi-jeux à cartouches interchangeables. La carte mère peut recevoir jusqu'à huit cartouches et le joueur peut choisir entre autant de jeu sur l'écran de menu. Celui-ci est proposé sur un petit moniteur 10 pouces dédié, placé au-dessus de l'écran principal. Le meuble standard, disposé à la verticale, présente une paire de joysticks accompagnés de trois boutons (pour les jeux proposant un mode deux joueurs).
À l'instar de la PlayChoice-10 de Nintendo, les pièces insérées dans le monnayeur ne comptent pas pour un nombre de parties mais pour un temps de jeu (par tranche d'une minute). La partie se termine quand le temps de jeu est terminé (il est possible de le rallonger abondamment en cours de partie).
Le système a eu une déclinaison en 1993, le Mega Play, qui répond au standard JAMMA. Les deux systèmes sont très proches mais les cartouches ne sont pas compatibles.

## Liste des jeux
Une cinquantaine de jeux ont été répertoriés. Les jeux sont tirés de la ludothèque de la Mega Drive mais aussi, pour quelques titres, de la Master System.
- After Burner
- After Burner II
- Aleste 2
- Alex Kidd in the Enchanted Castle
- Alien Storm
- Alien Syndrome
- Altered Beast
- Arnold Palmer Tournament Golf
- Arrow Flash
- Astro Warrior
- Black Belt
- Bonanza Bros.
- California Games
- Columns
- Crack Down
- Enduro Racer
- ESWAT: Cyber Police
- Fantasy Zone
- Fantasy Zone II: The Tears of Opa-Opa
- Fire Shark
- Forgotten Worlds
- Ghouls 'n Ghosts
- Golden Axe
- Golden Axe II
- Great Golf
- Great Soccer
- Joe Montana II: Sports Talk Football
- Kid Chameleon
- Last Battle
- Mario Lemieux Hockey
- Michael Jackson's Moonwalker
- Mystic Defender
- Out Run
- Parlour Games
- Revenge of Shinobi, The
- Shadow Dancer
- Shinobi
- Sonic the Hedgehog
- Sonic the Hedgehog 2
- Space Harrier 2
- SpellCaster
- Spider-Man
- Streets of Rage
- Super Hang-On
- Super League
- Super Monaco GP
- Super Real Basketball
- Super Thunder Blade
- Tetris
- Thunder Force II
- World Championship Soccer
- World Championship Soccer
- World Masters
- Wrestle War